# Вулиці Києва (довідник)
Вулиці Києва — довідник про вулиці, провулки і площі Києва станом на 1 березня 1995 року. Виданий видавництвом «Українська енциклопедія» ім. М. П. Бажана в 1995 році за редакцією Анатолія Кудрицького. Містить близько 2000 статей.
Упорядниками довідника є Анатолій Кудрицький, Лідія Пономаренко, Олександр Різник. 
У статтях подано інформацію про кінцеві межі пролягання вулиць, про вулиці, які прилучаються до основного об'єкта, про час заснування вулиць, перейменування їх, коротку історичну довідку, а також інформацію про персоналію, якщо її іменем названо вулицю, провулок чи площу. Вказано не лише райони розташування вулиць, але й житлові масиви, історичні місцевості тощо. У статтях зазначено станції метро, зупинки швидкісного трамвая та приміських залізничних станцій, які безпосередньо пов'язані з тією чи іншою вулицею або від яких можна дістатися до інших вулиць. У книзі вміщено схеми метрополітену, трамвайних і тролейбусних маршрутів міста, а також топонімічний словник його історичних місцевостей, список вулиць і площ, що зникли в 1970–90-ті роки.

У 2010 році планувалося перевидання довідника. Цей довідник був не першим подібним довідником — попередні видання довідників «Вулиці Києва» були випущені в 1958, 1975 та 1979 роках. У порівнянні з попередніми виданнями, останнє видання містить найповнішу історичну інформацію про вулиці, провулки, площі, проспекти міста (у попередніх виданнях історична довідка щодо кожної вулиці відсутня).